# 아넬카: 문제적 저니맨
《아넬카: 문제적 저니맨》(프랑스어: Anelka : L'Incompris)는 2020년에 공개한 프랑스의 넷플릭스 영화이다.

## 캐스팅
- 니콜라스 아넬카
- 프랑크 나타프